# Тофо Сант'Елеутерио (Терамо)
Тофо Сант'Елеутерио (итал. Tofo Sant'Eleuterio) је насеље у Италији у округу Терамо, региону Абруцо.
Према процени из 2011. у насељу је живело 399 становника. Насеље се налази на надморској висини од 263 м.